# Arquipélago de Alor
O Arquipélago de Alor é um conjunto de ilhas no leste das Pequenas Ilhas da Sonda, um grande arco insular no leste da Indonésia.
A maior ilha do arquipélago é Alor, no extremo oriental. Outras ilhas são Pantar, Kepa, Buaya, Ternate, Pura e Tereweng. Politicamente, o arquipélago forma a sua própria kabupaten na província de Sonda Oriental. A população estimada em 2005 era de 174 616 habitantes. Está dividido em nove distritos.
A leste fica o Estreito de Ombai, que separa o arquipélago de Alor das ilhas de Wetar (Indonésia) e Ataúro (Timor-Leste). A sul fica o estreito de Alor e além dele a parte ocidental de Timor. A norte fica o Mar de Banda e a ocidente as demais  Pequenas Ilhas da Sonda.

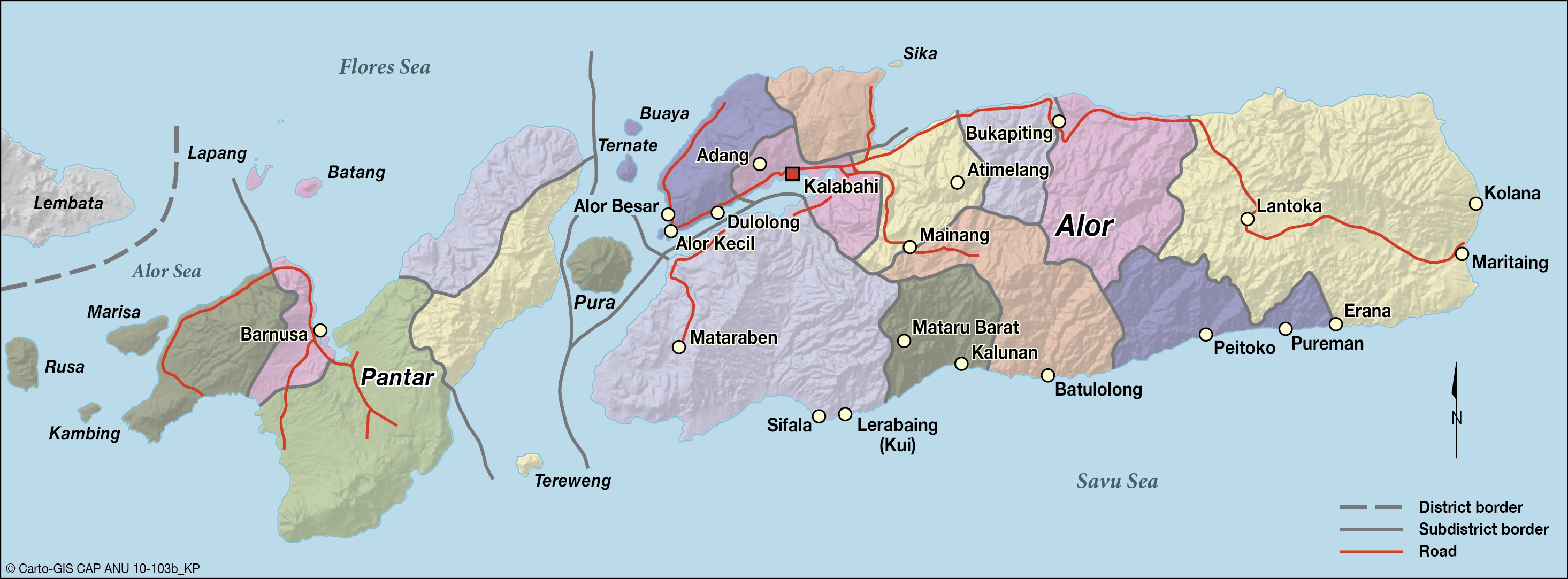
Mapa político do arquipélago de Alor